# José Luiz Villamarim
José Luiz Villamarim es un director de televisión brasileño. 

## Trabajos en televisión
- 2014 -  La Fiesta (telenovela) - dirección general y núcleo[1]
- 2014 - Amores robados (miniserie) - dirección general
- 2013 - El canto de la Sirena (miniserie) - dirección general
- 2012 - Avenida Brasil (telenovela) - dirección general
- 2011 - Força-Tarefa (série) - dirección general (3 episodios)
- 2010 - Tempos Modernos (telenovela) - dirección general
- 2008 - Três Irmãs (telenovela) - dirección general
- 2007 - Paraíso Tropical (telenovela) - dirección general
- 2005 - Bang Bang (telenovela) - dirección general
- 2005 - Mad Maria (minissérie) - dirección general
- 2004 - Cabocla (telenovela) - dirección general
- 2003 - Mujeres apasionadas (telenovela) - dirección general
- 2002 - Deseos de mujer (telenovela) - dirección general
- 2001 - Um Anjo Caiu do Céu (telenovela) - dirección general
- 1999 - Andando nas Nuvens (telenovela) - dirección general
- 1998 - Torre de Babel (telenovela) - dirección
- 1997 - Anjo Mau (telenovela) - dirección
- 1996 - El rey del ganado (telenovela) - dirección
- 1995 - Cara e Coroa (telenovela) - dirección